# Helmut Plechl
Helmut Plechl (* 6. November 1920 in Berlin) ist ein deutscher Historiker und Archivar.

## Leben
Helmut Plechl wurde in Berlin geboren. Nach dem Schulbesuch leistete er Kriegsdienst bei der Luftwaffe als Bordschütze in einer Ju 87 (Sturzkampfbomber). Er studierte später Geschichte. Am 18. Dezember 1947 promovierte er in Berlin zum Dr. phil. Das Thema seiner Dissertation lautete Die Datum per manus Formel. Zur Frage ihrer Verbreitung und Bedeutung. Nachdem er 1949 als Nachfolger von Eugen Meyer eine Dozentur an der Humboldt-Universität zu Berlin erhalten hatte, lehrte er gleichzeitig ab 1950 am Institut für Archivwissenschaften in Potsdam. Wegen nichtmarxistischer Einstellung wurde er am Ende des Sommersemesters 1951 aus dem Lehrdienst entlassen. Er verließ daraufhin die Deutsche Demokratische Republik und ließ sich in Freiburg im Breisgau nieder. Am 17. Januar 1952 habilitierte er sich in kürzester Zeit an der Universität Freiburg bei Gerd Tellenbach mit seiner Habilschrift über das Thema Studien zu den italienischen Diplomen Ludwigs II. und Karls III. Beide seiner Hochschulschriften erschienen nicht in Druck.
Als Dozent für Historische Hilfswissenschaften wirkte Helmut Plechl an der Universität Freiburg. Sein Schwerpunkt war die Vermittlung von Mittellatein. Er erhielt einen Ruf an die Universität Bochum. An der Ruhr-Universität Bochum wurde er Lehrstuhlinhaber für Historische Hilfswissenschaften, dazu auch 1980 Dekan der Fakultät. Als ordentlicher Professor war er Doktorvater zahlreicher Doktoranden.
Sein Hauptwerk war die 1972 erschienene mehrbändige überarbeitete Großausgabe des Orbis Latinus. Lexikon lateinisch geographischer Namen des Mittelalters und der Neuzeit von Graesse und Friedrich Benedict, die er unter Mitarbeit von Sophie-Charlotte Plechl bearbeitete und herausgab.
Ferner wirkte bei den Monumenta Germaniae Historica mit. Unter Mitwirkung von Werner Bergmann konnte er 2002 nach lange zurückliegenden Vorarbeiten die Tegernseer Briefsammlung aus dem 12. Jahrhundert veröffentlichen.